# Hans Heinrich Egger
Hans Heinrich Egger (* 3. Dezember 1922 in Winterthur; † 8. Juli 2011 in Zürich) war ein Schweizer Filmeditor.

## Werdegang
Hans Heinrich Egger war zunächst Kameramann-Assistent bei der Schweizer Filmwochenschau und bei G. W. Pabst. Wegen mangelnder Arbeitsmöglichkeit wurde er Schnitt-Assistent von Hermann Haller.
Neben seiner Tätigkeit für Lazar Wechsler bekam er auch Aufträge von Max Dora und Oscar Düby. Hans Heinrich Egger gründete 1967 die Filmarbeiterkurse an der Kunstgewerbeschule in Zürich, die er bis 1969 leitete.
Daneben setzte er sich gewerkschaftlich für die Interessen der Filmschaffenden ein.

## Filmografie (Auswahl)
- 1949: Familie M
- 1949: Swiss Tour
- 1951: Die Vier im Jeep
- 1952: Palast Hotel (Palace Hotel)
- 1952: Heidi
- 1953: Familie M Junior
- 1954: Der Prozess der Zwanzigtausend
- 1954: Uli der Knecht
- 1955: Heidi und Peter
- 1955: … Und ewig ruft die Heimat (Uli der Pächter)
- 1956: Das Lied der Heimat (Zwischen uns die Berge)
- 1957: Taxichauffeur Bänz
- 1957: Die Angst vor der Gewalt (Der 10. Mai)
- 1958: Chämifeger Wyss
- 1958: Eine Rheinfahrt, die ist lustig (Zum goldenen Ochsen)
- 1959: SOS Gletscherpilot
- 1959: Hinter den sieben Gleisen
- 1960: Der Teufel hat gut lachen
- 1961: Eichmann und das 3. Reich
- 1961: Die Schatten werden länger
- 1962: Es Dach überem Chopf
- 1963: Wähle das Leben